# A-Darter
O V-3E ou A-Darter (AAM) é um míssil ar-ar, de guia infravermelho e curto alcance de quinta geração desenvolvido conjuntamente pelo Brasil e África do Sul. Irá substituir o U-Darter.
A África do Sul sofreu um embargo a compra de armas imposto ao regime Apartheid pela ONU nas década de 1960 e 70. Com o conflito com Angola, apoiada pelos russos e cubanos, era necessário desenvolver localmente seus próprios equipamentos militares, entre esses, mísseis ar-ar. Por isso, a África do Sul desenvolveu sua própria linha de mísseis. O A-Darter (Agile Darter) é o mais novo míssil desta linha, em fase final de projeto.
Recentemente, o Brasil entrou no projeto do A-Darter através da Força Aérea Brasileira, o DEPED (Departamento de Pesquisa e Desenvolvimento), Centro Técnico Aeroespacial, e de indústrias com que farão a interface, em especial as empresas Mectron, Avibras e Opto Eletrônica. Do lado sul-africano, está a empresa Denel Aerospace Systems. O custo estimado do projeto está entre U$ 100 e U$ 130 milhões de dólares, dos quais o Brasil irá participar com metade. Este míssil equipará o JAS-39 Gripen da África do Sul e da FAB, o A-1M e F-5BR da FAB e o A-4BR da Marinha do Brasil.